# San Lorenzo a Merse
San Lorenzo a Merse ist ein Ortsteil (Fraktion, italienisch frazione) von Monticiano in der Provinz Siena, Region Toskana in Italien.

## Geografie
Der Ort liegt ca. 7 km östlich des Hauptortes Monticiano, ca. 25 km südwestlich der Provinzhauptstadt Siena und ca. 70 km südlich der Regionshauptstadt Florenz. Die nächstgelegenen Nachbarorte sind Iesa und Tocchi, beide ebenfalls Ortsteile von Monticiano. Der Ort liegt in der Hügelkette Colline Metallifere bei 227 m und hatte 2001 ca. 160 Einwohner. 2017 waren es 194 Einwohner. Kurz östlich des Ortes fließt der Fluss Merse, der hier die Grenze zur Gemeinde Murlo darstellt.

## Geschichte
Erstmals schriftlich erwähnt wurde der Ort am 28. März 1108 von Bernardo di Montagutolo aus Pari. Hierbei bestätigte er den Mönchen der Abbazia di San Lorenzo al Lanzo (Badia Ardenghesca) ihre Besitztümer im Ort, die ihnen von den Ardengheschi aus Civitella gemacht wurden. Im 12. Jahrhundert hieß der Ort noch San Lorenzo a Foiano, benannt nach einem Ort nahe der Mersebrücke, die heute Ponte a Macereto genannt wird. Am 17. April 1194 erneuerte Papst Coelestin III. die Bestätigung der Besitztümer der  Mönche der Abbazia di San Lorenzo al Lanzo, doch bereits acht Jahre später gelangte der Ort in den Machtbereich von Siena. 1208 wurde der Ort an die seneser Familie der Marescotti verkauft. Aufgrund der Wegzölle an der Straße nach Grosseto und der schlechten Behandlung der örtlichen Bevölkerung gerieten die Marescotti in einen Konflikt mit der Regierung in Siena, sodass Siena in der Nacht vom 7. auf den 8. Juni 1369 den Ort einnahm und Edoardo di Niccolò Marescotti festnahm. Danach gehörte der Ort Zivilrechtlich zunächst zu Pari, ab 1579 dann zu Sovicille. Strafrechtlich war Casole d’Elsa zuständig. 1833 wurde San Lorenzo a Merse dann Ortsteil von Monticiano.

## Sehenswürdigkeiten

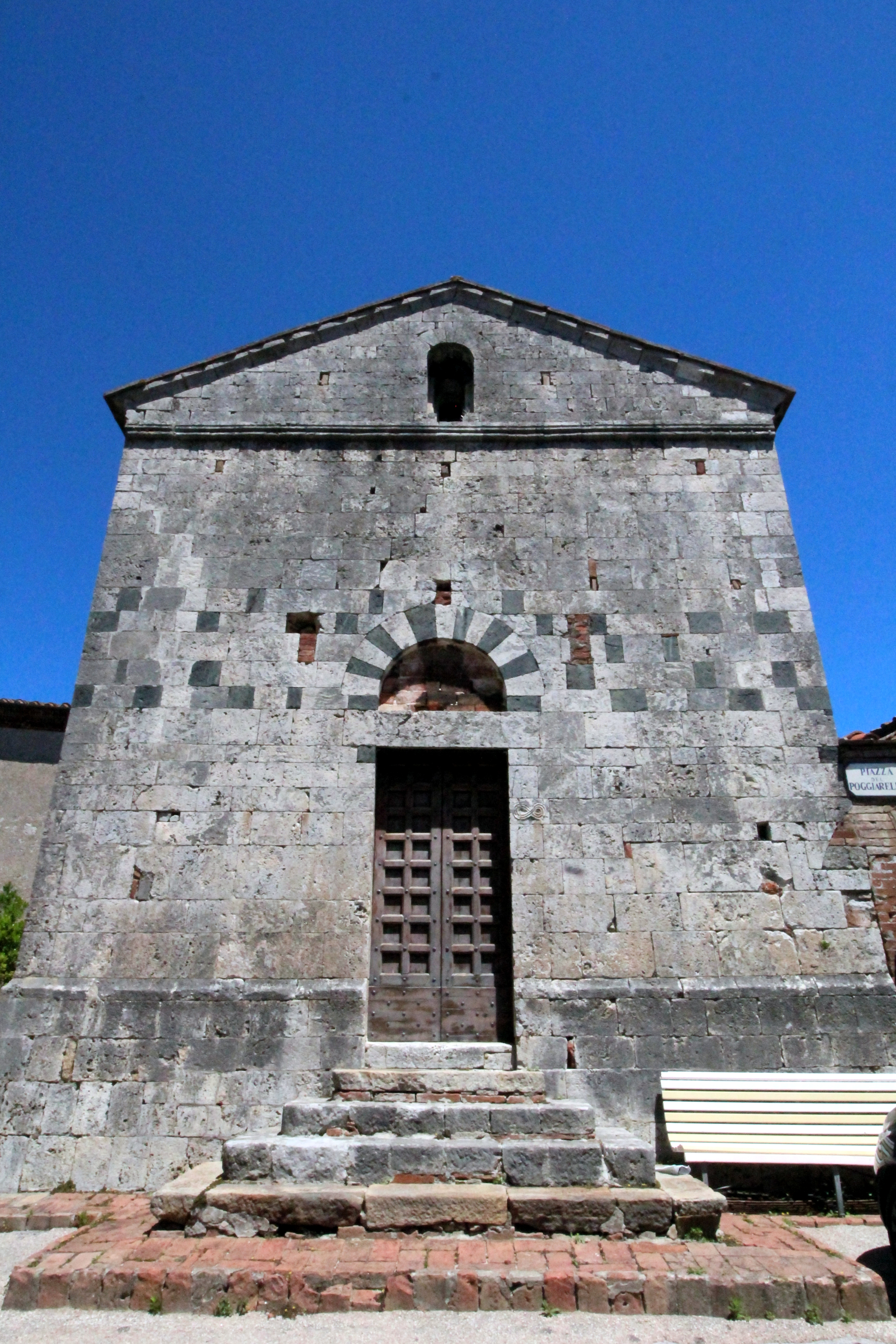
Die Pieve San Lorenzo

- Rocca di San Lorenzo a Merse, auch Castello genannt. Liegt im oberen Teil des Ortes nahe den Kirchen. Entstand wahrscheinlich um das 10./11. Jahrhundert und wurde 1369 von Siena stark beschädigt. Danach wurden die noch vorhandenen Mauern in Wohnhäuser integriert. Von der alten Struktur ist noch das Eingangstor und das Wappen der Marescotti erhalten.[3]
- Pieve di San Lorenzo erstmals 1108 erwähnte Pieve. Wurde von Egisto Bellini am Anfang des 20. Jahrhunderts restauriert. Die (heute zugemauerte) Lünette über dem Eingangsportal enthielt ein Fresko, das die Madonna col Bambino tra i Santi Lorenzo e Stefano zeigte. Im Inneren enthält die Kirche eine Holzstatue des San Lorenzo aus dem 16. Jahrhundert. Im linken Eingangsbereich befindet sich die Holzstatue Visitatione con San Lorenzo (Pietro Montini, 17. Jahrhundert, entstammt der Chiesa della Compagnia della Misericordia).[5] Enthält zudem die Grabplatte des Edoardo Marescotti (nach 1340), die in Marmor in den Boden eingelassen ist.[6]
- Chiesa della Compagnia della Misericordia, auch Compagnia della Concezione[3] genannt, Kirche, die der Pieve rückseitig anliegt. Entstand im 16. Jahrhundert und hat in der Apsis einen Durchgang zur Pieve. Wurde nach einem Erdbeben 1909 ebenfalls von Egisto Bellini (1911) restauriert. Der Altar stammt aus dem 16. Jahrhundert und enthält drei Stauen.[5]
- Chiesetta di Santa Maria delle Nevi, auch Madonna della Piaggia genannt, Kapelle aus dem 16. Jahrhundert am Friedhof kurz außerhalb des Ortszentrums.[7]
- Cappella della Santissima Vergine dei Dolori, Kapelle in der Località Massoni, die 1717 durch Pellegrino Marchi entstand und 1774 zerstört wurde. Sie liegt ca. 2 km außerhalb des Ortes, wenige Ruinenreste sind noch sichtbar.[3]

## Verkehr
Der Ort hat eine Anschlussstelle (Tocchi) an der Strada Statale 223 di Paganico. San Lorenzo a Merse liegt ca. 1 km westlich der Straße.

## Bilder

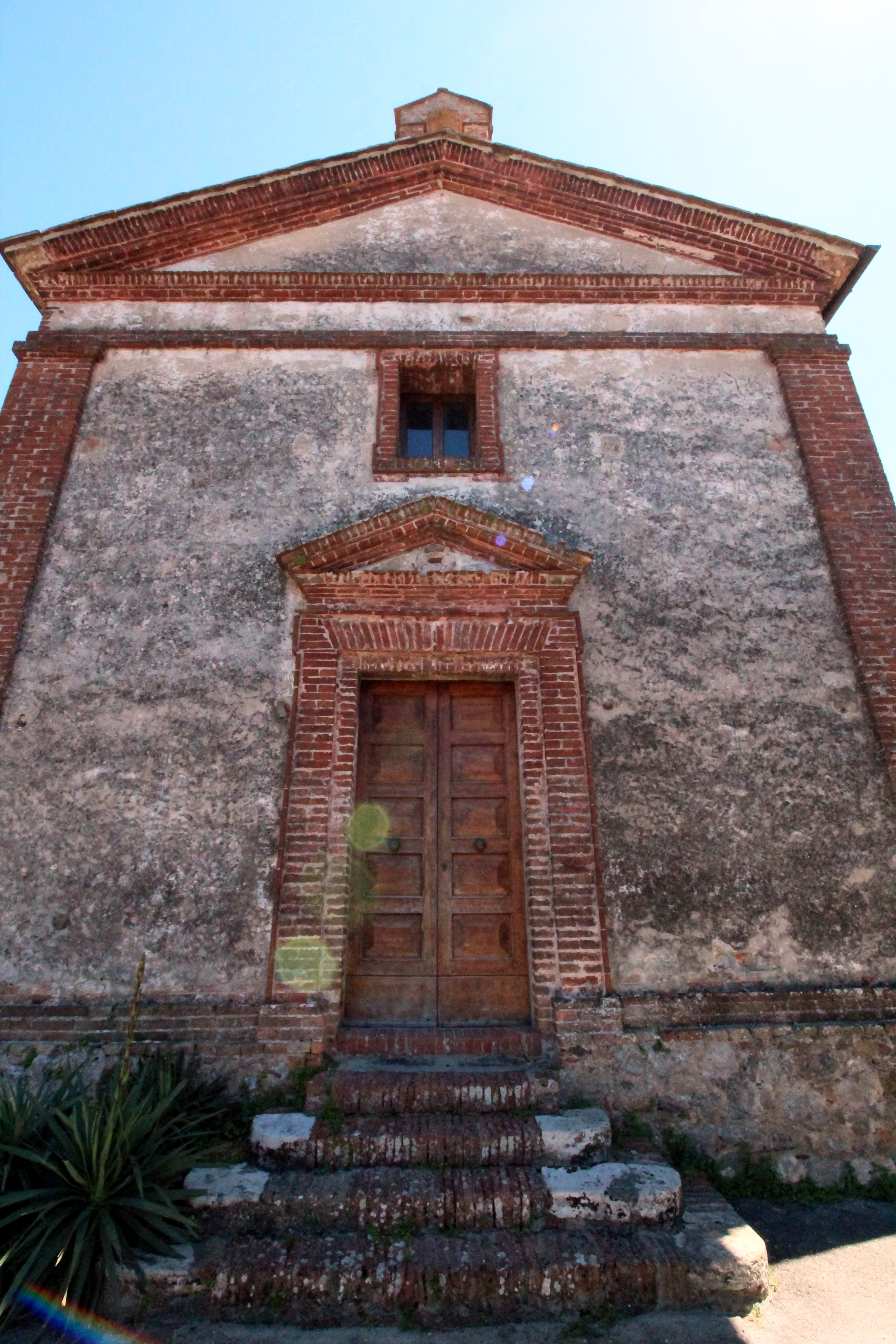
Die Chiesa della Compagnia della Misericordia
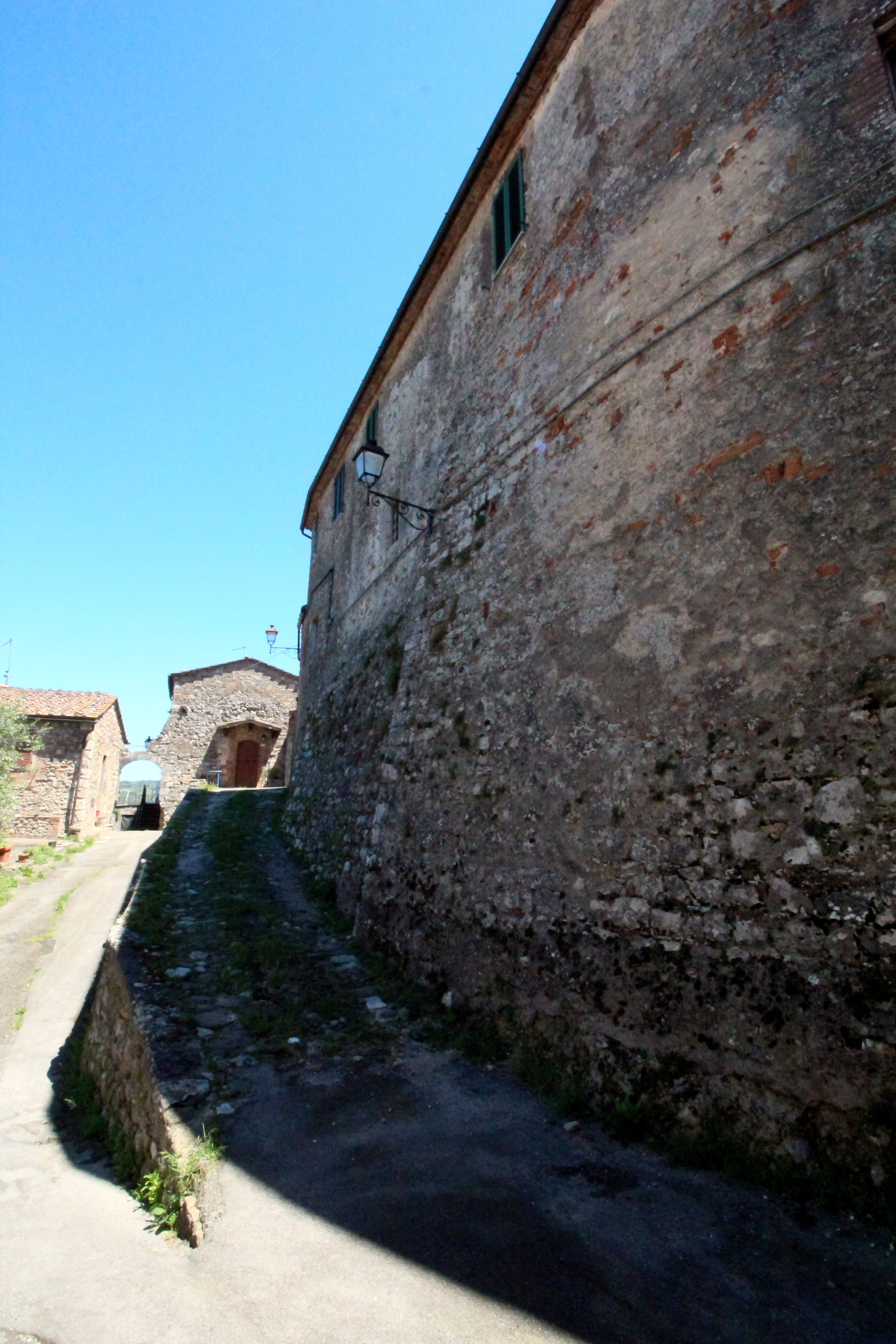
Mauerreste der ehemaligen Rocca
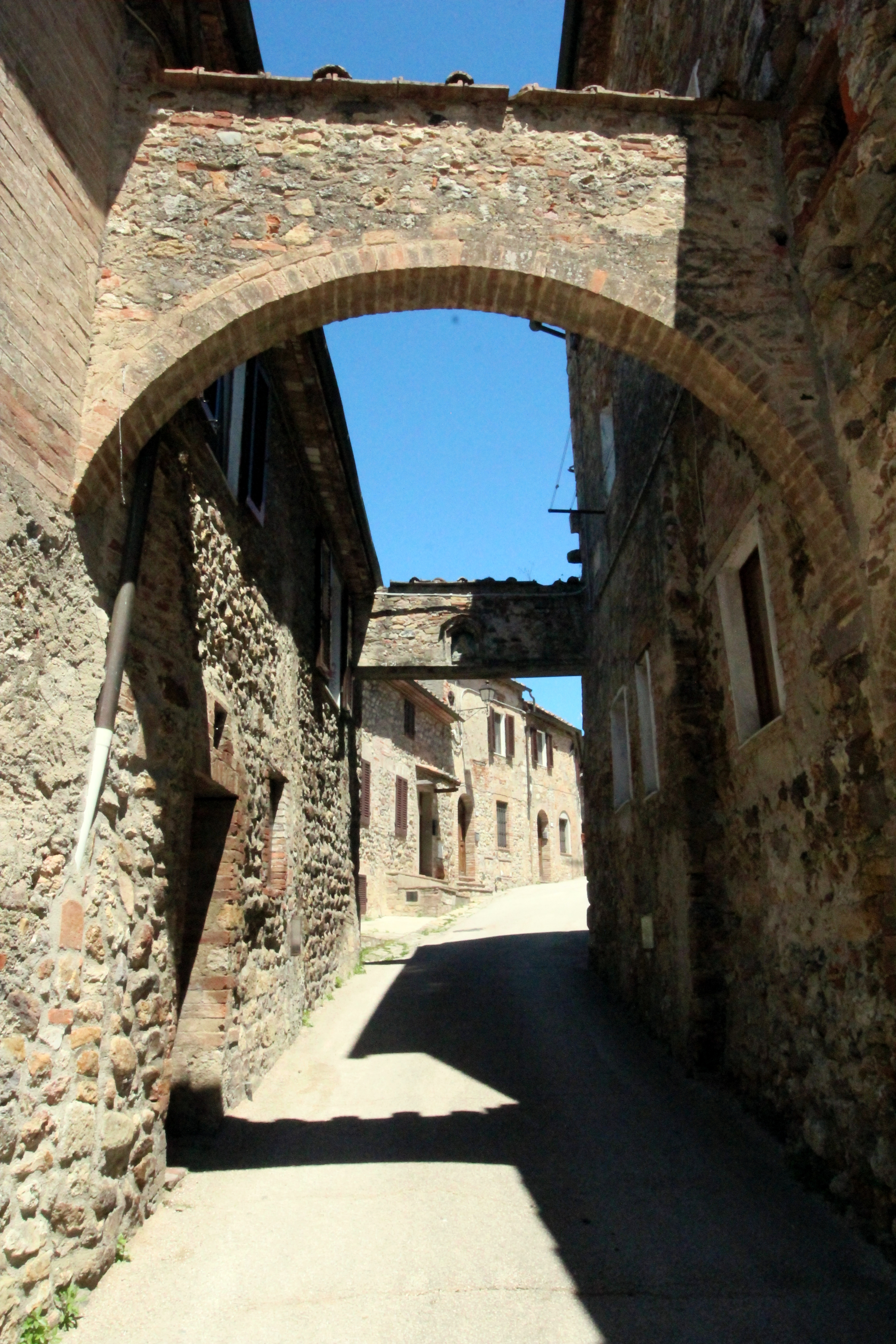
Eingangstor zum Ortskern